# Dichtblütige Kresse
Die Dichtblütige Kresse (Lepidium densiflorum) ist eine Pflanzenart aus der Gattung der Kressen (Lepidium) innerhalb der Familie der Kreuzblütler (Brassicaceae). Sie ist im gemäßigten Nordamerika beheimatet.

## Beschreibung

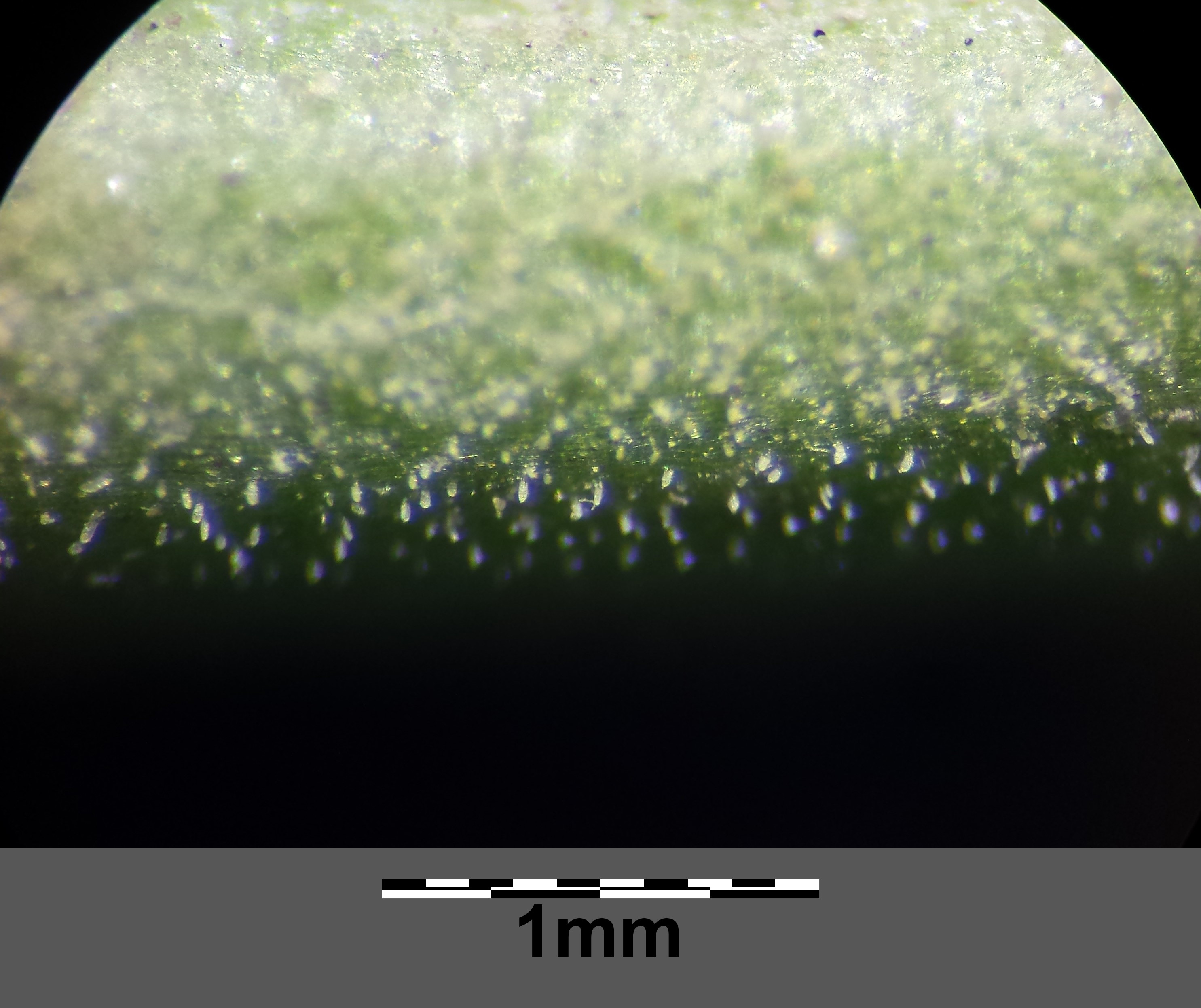
Der Stängel ist mit sehr kurzen, gerade abstehenden Haaren besetzt.

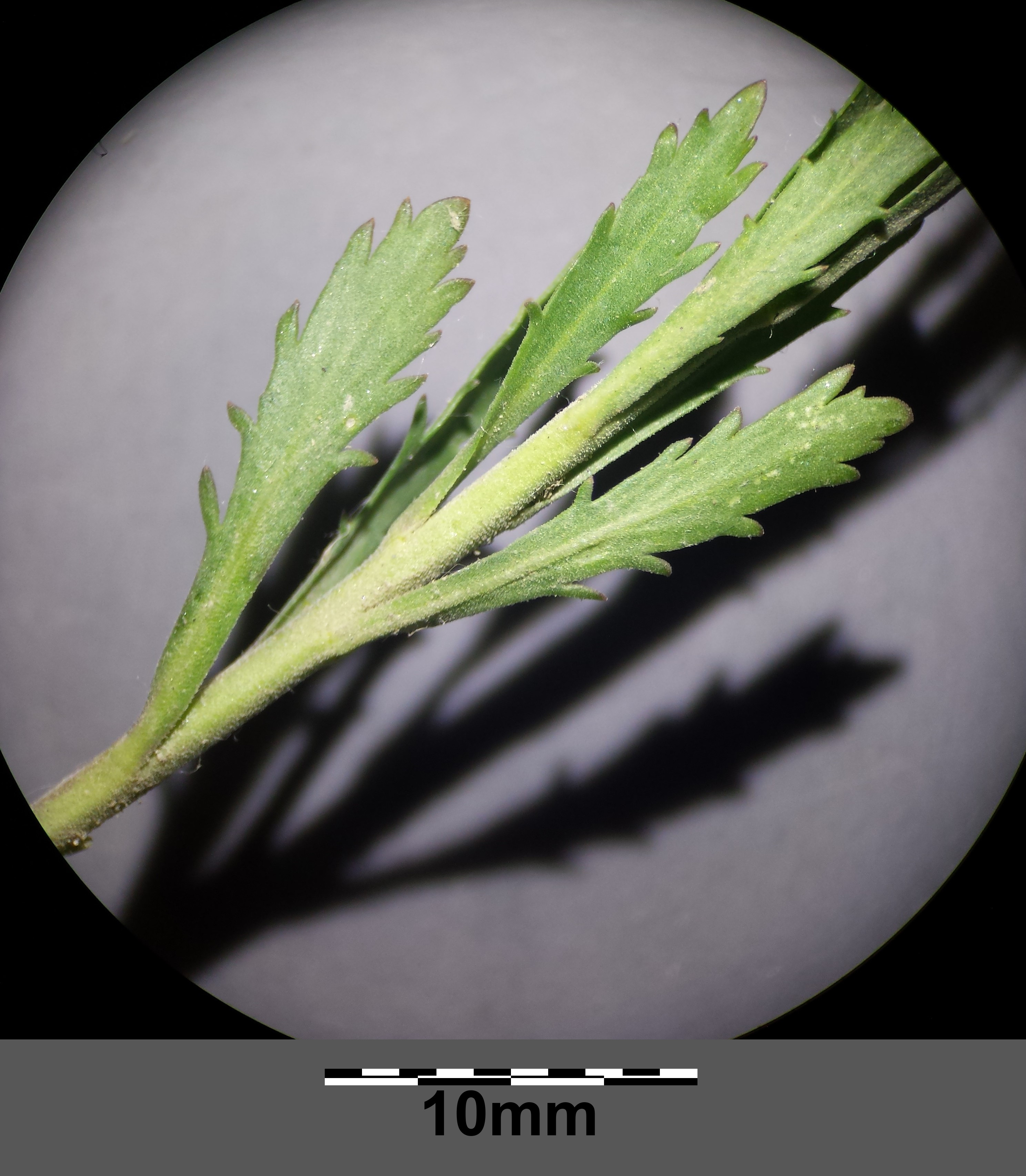
Stängel mit gezähnten Laubblättern

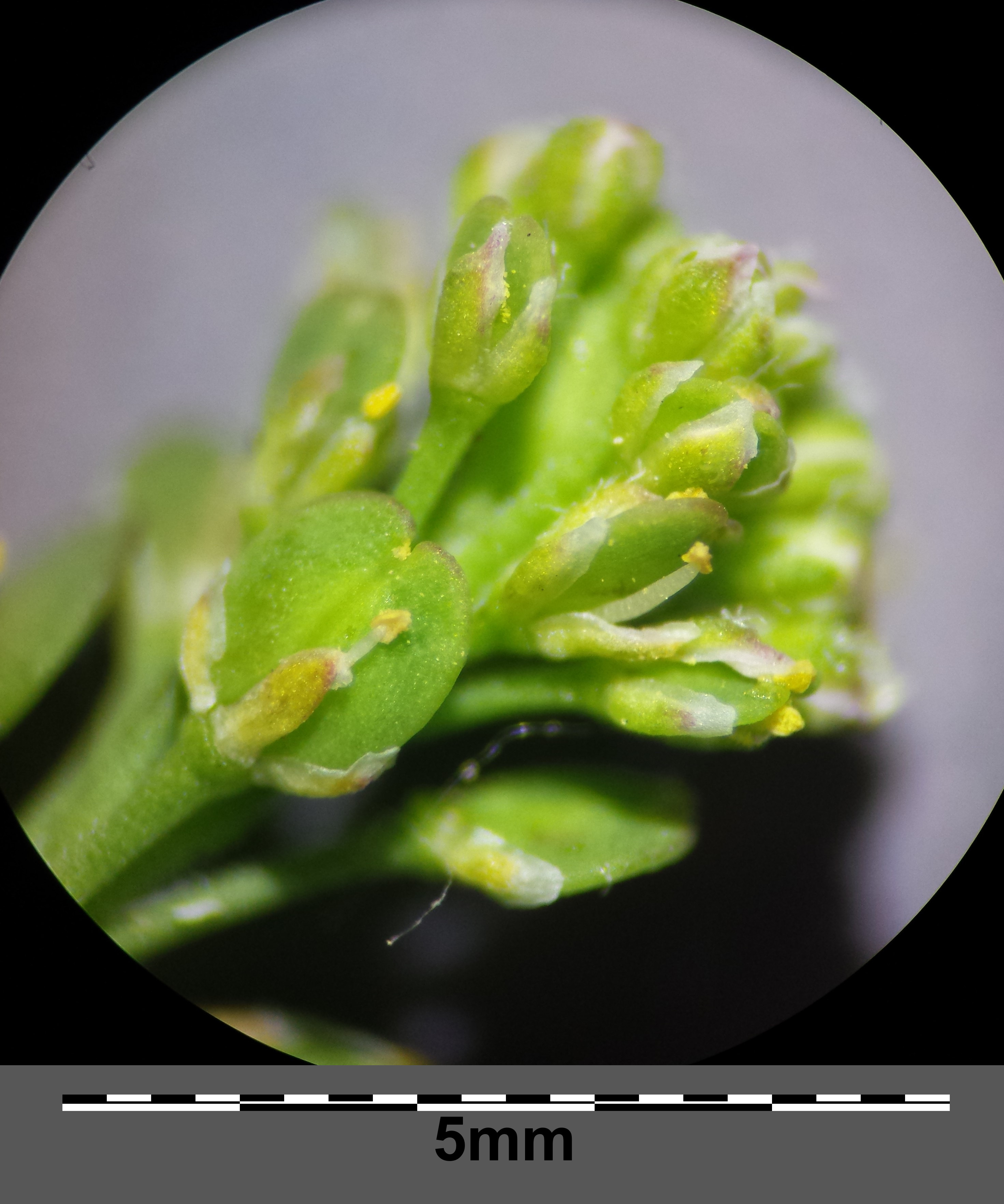
Blütenstand, die Kronblätter fehlen oder sind sehr kurz.

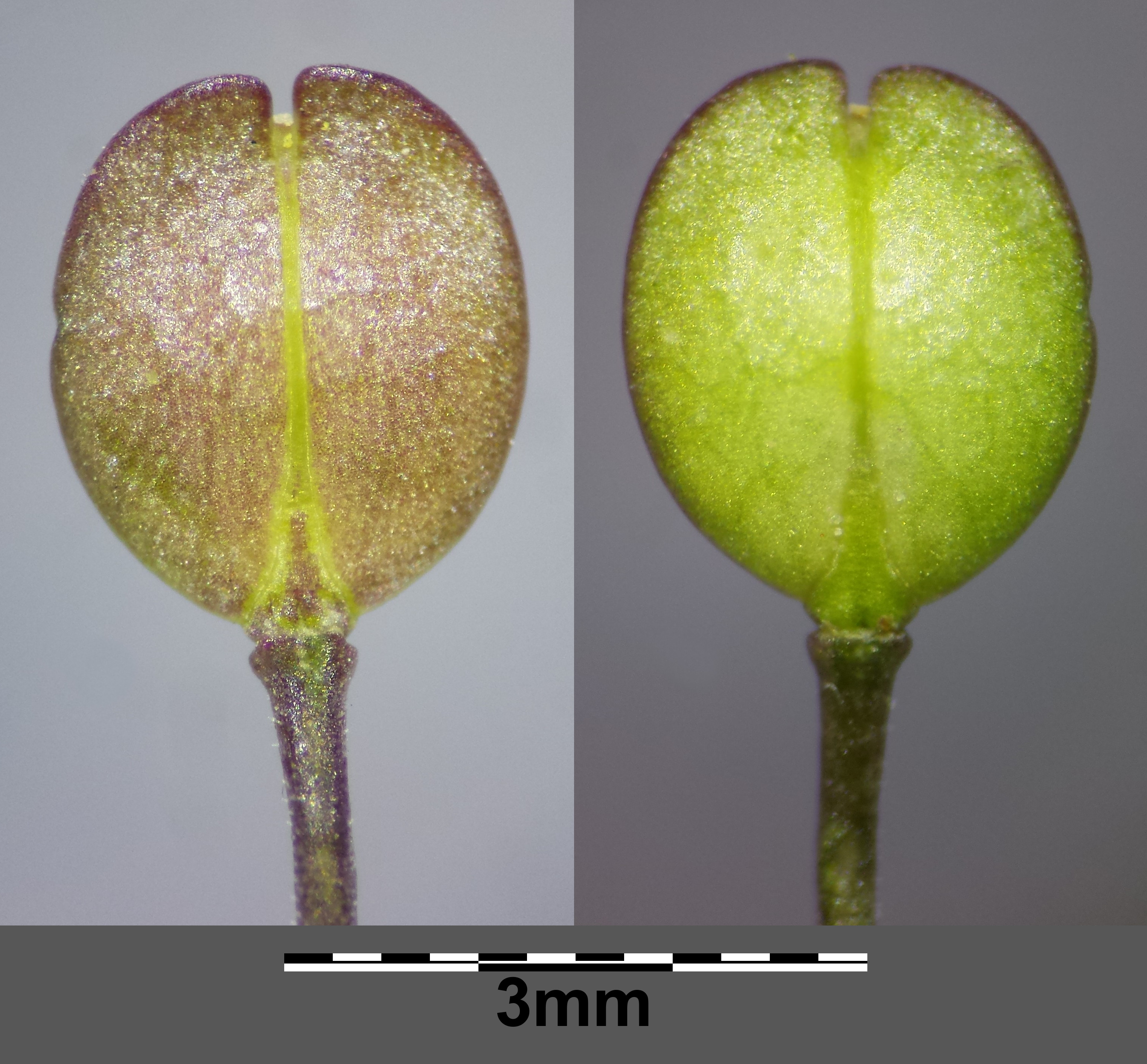
Elliptisches Schötchen (Ober- und Unterseite)

### Vegetative Merkmale
Die Dichtblütige Kresse wächst als einjährige krautige Pflanze und erreicht Wuchshöhen von 10 bis 30 Zentimetern. Der Stängel ist verzweigt und ziemlich dicht behaart. Die Trichome stehen gerade ab.
Die oberen Stängelblätter sind linealisch bis lanzettlich, dreinervig, meist deutlich entfernt sägezähnig, am Grunde bewimpert und am Rande papillös.

### Generative Merkmale
Die Blütezeit liegt zwischen Mai und Juli.
Die Blüten sind vierzählig. Kronblätter fehlen oder sind fädlich und verkümmert. Staubblätter sind zwei oder vier vorhanden.
Der Fruchtstand ist sehr dicht, mit 2 bis 3, selten bis zu 5,5 Millimeter langen, schräg aufwärts gerichteten, etwas dicklichen  Fruchtstielen. Die Schötchen sind bei einer Länge von 2,5 bis 3, selten bis zu 4 Millimetern rundlich bis breit-verkehrt-eiförmig, tief, aber schmal ausgerandet und vorne schmal geflügelt. Der Griffel ist kürzer als die Ausrandung.
Die Chromosomenzahl beträgt 2n = 32.

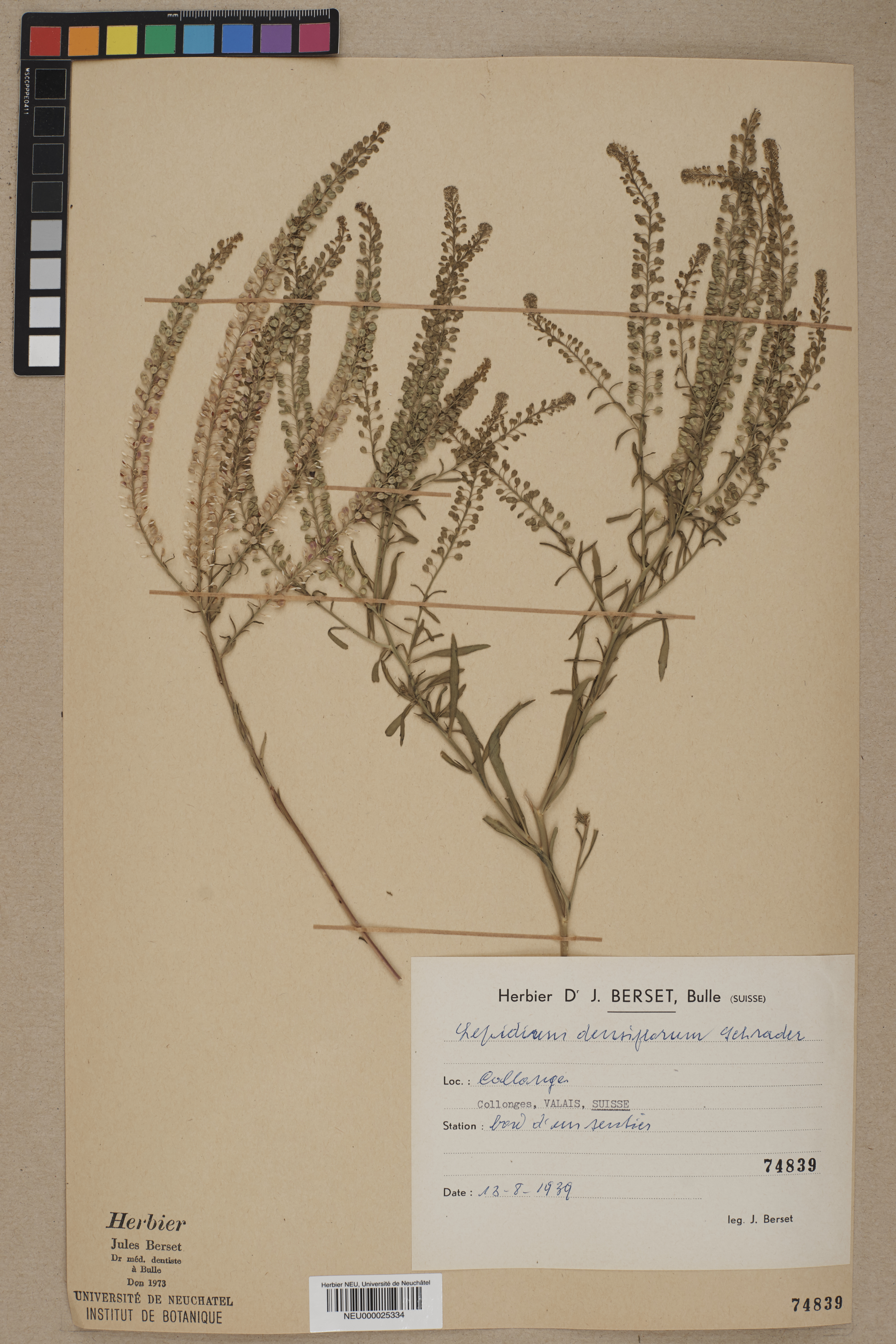
Herbarexemplar

## Ökologie
Die Dichtblütige Kresse ist ein Therophyt.

## Vorkommen
Die Heimat der Dichtblütigen Kresse liegt im gemäßigten Nordamerika, von Kanada und den Vereinigten Staaten bis ins nördliche Mexiko. In Europa ist sie seit etwa 1870 als Neophyt eingebürgert, mit atlantischer, zentraleuropäischer bis südskandinavischer Verbreitung, vor allem in regenarmen Gegenden. Nur in Großbritannien, Portugal, Island und Südosteuropa kommt sie noch nicht vor. Sie ist ein Neophyt in großen Teilen Asiens und in Argentinien. Die Dichtblütige Kresse ist 1870 bis 1900 an verschiedenen Standorten in Mitteleuropa aufgetaucht und hat sich stellenweise eingebürgert, am meisten im nordöstlichen Mitteleuropa.
Die Dichtblütige Kresse gedeiht meist auf lockeren, steinig-sandigen oder sandigen Böden, der nicht zu arm an Nährstoffen, vor allem am Stickstoff sein sollte, in der Regel aber humusarm sein sollte.
Sie besiedelt in Mitteleuropa Standorte auf Ödland, an Wegen und unbefestigten Verladeeinrichtungen. Vor allem  wächst sie in Mitteleuropa im Gebiet der größeren Flüsse; dort ist sie allerdings oft unbeständig. Sie ist in Mitteleuropa eine lokale Charakterart des Conyzo-Lactucetum aus dem Verband des Sisymbrion, kommt aber auch in Pflanzengesellschaften der Verbände Onopordion oder Polygonion avicularis vor.
Die ökologischen Zeigerwerte nach Landolt et al. 2010 sind in der Schweiz: Feuchtezahl F = 1+ (trocken), Lichtzahl L = 4 (hell), Reaktionszahl R = 3 (schwach sauer bis neutral), Temperaturzahl T = 4+ (warm-kollin), Nährstoffzahl N = 4 (nährstoffreich), Kontinentalitätszahl K = 3 (subozeanisch bis subkontinental).

## Inhaltsstoffe
Die Samen enthalten das Senfölglycosid Glucotropaeolin.